# Algernon Seymour, 7. Duke of Somerset

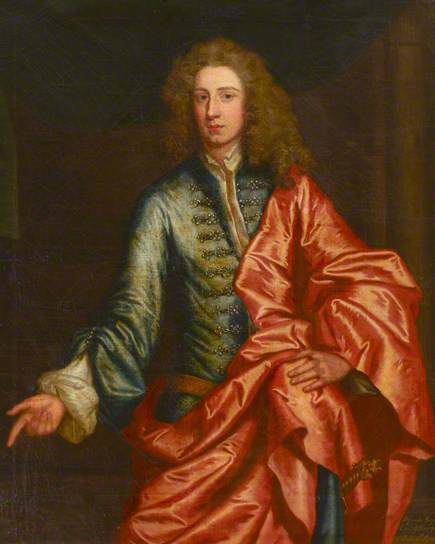
Algernon Seymour, Earl of Hertford, um 1700

Wappen des Algernon Seymour, 7. Duke of Somerset

Algernon Seymour, 7. Duke of Somerset (* 11. November 1684 in Petworth House, Sussex; † 7. Februar 1750 in Iver) war ein britischer Peer, Militär und Politiker.

## Familie und Adelstitel
Er war der zweite und einzige überlebende Sohn von Charles Seymour, 6. Duke of Somerset und dessen erster Frau Elizabeth. Er führte den Höflichkeitstitel Earl of Hertford, bis er 1748 von seinem Vater die Titel 7. Duke of Somerset, 7. Earl of Hertford, 7. Baron Beauchamp und 5. Baron Seymour of Trowbridge erbte.
Bereits am 23. November 1722 wurde er durch Writ of Summons als Baron Percy ins House of Lords berufen wurde. Die Verleihung der Baronie geschah aufgrund von Verfahrensfehlern, dass dieser Titel nicht beim Tod seines Großvaters mütterlicherseits erloschen, sondern an seine Mutter und nun an ihn übergegangen sei. Stattdessen konstatierte der Writ of Summons die Neuverleihung des Titels, die damit die letzte Verleihung einer Barony by writ in der britischen Geschichte und die einzige in der Peerage of Great Britain war. Der Titel war entsprechend auch in weiblicher Linie erblich.
1713 heiratete er Frances Thynne, mit ihr hatte er zwei Kinder:
- Elizabeth Seymour (* 26. November 1716, † 5. Dezember 1776) ⚭ 1740 Hugh Smithson
- George Seymour (* 11. September 1725, † 11. September 1744)

Nach dem Tod seines einzigen Sohnes war absehbar, dass Seymour ohne direkten männlichen Erben sterben würde, weshalb eine Teilung seines immensen Besitzes vorbereitet wurde. Dazu wurden Seymour noch 1749 mit besonderen Hinblick auf seine Erben die Titel eines Earl of Northumberland und Baron Warkworth sowie Earl of Egremont und Baron Cockermouth verliehen.
Nach seinem Tod erbte seine Tochter Elizabeth den Titel einer Baroness Percy, ihr Ehemann Hugh Smithson erbte die Titel Earl of Northumberland und Baron Warkworth, er nahm den Namen Percy an und erhielt Alnwick Castle, Syon House und das Londoner Stadtpalais Northumberland House. Edward Seymour, ein entfernter Cousin, erbte den Titel Duke of Somerset, während Algernons Neffe Charles Wyndham die Titel Earl of Egremont und Baron Cockersmouth sowie Petworth House erbte. Die Titel Earl of Hertford, Baron Beauchamp und Seymour of Trowbridge erloschen bei seinem Tod.

## Karriere
Er diente 1709 als Aide-de-camp unter Marlborough im spanischen Erbfolgekrieg. Ab 1709 hatte er den Rang eines Colonel und bis zu seinem Tod verschiedene Regimenter inne. 1727 wurde er zum Brigadegeneral, 1735 zum Generalmajor und 1747 zum General befördert.
Von 1705 bis 1708 war er als Knight of the Shire für Marlborough und von 1708 bis 1722 für Northumberland Abgeordneter der Torys im House of Commons. 1722 schied er aus dem House of Commons aus, um als Baron Percy einen Sitz im House of Lords einzunehmen. Daneben hatte er verschiedene Ämter inne, er war von 1706 bis zu seinem Tod Lord Lieutenant von Sussex, von 1737 bis 1742 Gouverneur von Menorca und von 1742 bis zu seinem Tod Gouverneur von Guernsey.
Von 1724 bis 1749 war er Präsident der Society of Antiquaries. Er förderte auf seinem Landsitz Alnwick Castle die Dichter James Thomson und William Shenstone.